# Oliver Norwood
Oliver James Norwood  (* 12. April 1991 in Burnley) ist ein nordirischer Fußballspieler, der auf der Position des Mittelfeldspielers spielt und seit 2019 bei Sheffield United unter Vertrag steht. Von 2010 bis 2018 spielte er zudem für die nordirische Fußballnationalmannschaft.

## Karriere

### Verein
Der aus der eigenen Jugendakademie stammende Oliver Norwood begann seine Spielerkarriere bei Manchester United, blieb jedoch ohne Pflichtspieleinsatz für die Reds. Nach zwei Ausleihen in die dritte Liga, verlieh in ManU in der Rückrunde der Saison 2011/12 an den Zweitligisten Coventry City. Für sein neues Team erzielte er zwei Tore in achtzehn Spielen der Football League Championship 2011/12. Ende Juni 2012 lehnte er eine Vertragsverlängerung in Manchester ab und wechselte stattdessen zum Zweitligisten Huddersfield Town, wo er einen Dreijahresvertrag unterzeichnete. In Huddersfield verbrachte er die beiden kommenden Spielzeiten als Stammspieler im unteren Tabellendrittel der Football League Championship, ehe er sich im August 2014 für einen weiteren Vereinswechsel entschied und zum FC Reading wechselte. Auch bei seinem neuen Verein setzte er sich schnell als Stammspieler durch, fand sich jedoch in der Liga erneut für zwei Spielzeiten in der unteren Tabellenregion wieder.
Am 3. August 2016 wechselte der 25-Jährige zu Brighton & Hove Albion und unterschrieb einen bis 2019 gültigen Vertrag. In der EFL Championship 2016/17 bestritt der Nordire 33 Spiele für seinen Verein und stieg mit Brighton als Tabellenzweiter in die Premier League auf. Einsätze in der höchsten englischen Spielklasse blieben ihm jedoch zunächst verwehrt, da ihn der Verein Ende Juli 2017 an den Zweitligisten FC Fulham auslieh. Am Saisonende konnte der Mittelfeldspieler den zweiten Premier-League-Aufstieg in seiner Karriere feiern, nachdem der FC Fulham im Finale der Aufstiegs-Play-offs Aston Villa mit 1:0 bezwungen hatte.
Im August 2018 wechselte Oliver Norwood zunächst auf Leihbasis zu Sheffield United, vertraglich war jedoch bereits vereinbart, dass er im Januar 2019 fest zum Zweitligisten wechseln würde. In der EFL Championship 2018/19 vollbrachte der Nordire das Kunststück das dritte Jahr in Folge in die erste Liga aufzusteigen. Mit Sheffield United beendete er die Spielzeit als Tabellenzweiter und stieg damit direkt in die Premier League 2019/20 auf. Erstmals in seiner Karriere lief Norwood damit in der höchsten englischen Spielklasse auf, bestritt alle 38 Spiele und schloss die Saison mit seinem Team auf einem sehr guten neunten Tabellenrang ab. Das zweite Jahr in der Premier League 2020/21 verlief für den Verein deutlich schlechter und führte zum Abstieg als Tabellenletzter in die zweite Liga. Auch nach dem Abstieg blieb er dem Verein treu und verpasste in der EFL Championship 2021/22 durch eine Niederlage im Play-off-Halbfinale gegen Nottingham Forest den direkten Wiederaufstieg.

### Nationalmannschaft
In den ersten Jugendjahren spielte Oliver Norwood noch für die U-16 und die U-17 Englands. Ab der U-19 kam er für Nordirland zum Einsatz.
Bereits während der Juniorenzeit mit 19 Jahren kam er am 11. August 2010 machte er sein erstes Spiel für die A-Nationalmannschaft. Im Jahr darauf spielte er gegen Wales erstmals über 90 Minuten. Im letzten Spiel der Europameisterschaftsqualifikation 2010/11 kam er gegen Italien zu seinem ersten Pflichtspieleinsatz. Danach gehörte er in der folgenden WM-Qualifikation fest zum nordirischen Aufgebot und kam in 6 der 10 Partien zum Einsatz, 5-mal davon über die gesamte Spielzeit. Bei der erfolgreichen Qualifikation für die Fußball-Europameisterschaft 2016 in Frankreich war er Stammspieler und absolvierte fast alle Partien über die vollen 90 Minuten. Er wurde in das Aufgebot von Nordirland aufgenommen und gehörte von Anfang an zur Stammelf. Im zweiten Spiel führte er den Freistoß aus, den Gareth McAuley per Kopf zum ersten EM-Tor für Nordirland überhaupt verwandelte. Alle Gruppenspiele bestritt er über die volle Spielzeit. Nach Erreichen des Achtelfinales gegen Wales stand er auch dort in der Startelf, wurde aber gegen Spielende ausgewechselt, als das Team in Rückstand geriet. Nordirland schaffte nicht mehr den Ausgleich und schied aus.
Im August 2019 trat Oliver Norwood nach 57 Länderspielen aus der Nationalmannschaft zurück.